# 池田敏博
池田敏博（いけだ としひろ、1948年5月10日 - ）は日本の実業家。
一般財団法人池田福祉財団の理事長。株式会社ダーマルラボの代表取締役。株式会社ダーマルビューティーの代表取締役。株式会社ダーマルトラストの代表取締役。株式会社ダーマルウェルネスの代表取締役。株式会社航空総合研究所の取締役。
米国連邦航空局の事業用免許所持（ボーイング737・ガルフストリーム・エアロスペース・リアジェット・セスナ サイテーションの型式証明を持つ）。

## 経歴
出生地　　福島県伊達郡梁川町（現・伊達市）、出身校は日本大学法学部　政治経済学科
- 現　職
  - 一般財団法人　池田福祉財団　理事長[1]
  - 株式会社　ダーマルラボ代表取締役[2]
  - 株式会社　ダーマルビューティー代表取締役
  - 株式会社　ダーマルトラスト代表取締役
  - 株式会社　ダーマルウェルネス代表取締役
  - 株式会社　航空総合研究所　取締役[3]

- 前　職　　共和コンクリート株式会社　顧問

## 親　族
- 池田善治（元福島県県議会議長）
- 池田順子（福島県伊達市市議会議員）
- 池田秀幸（医療法人　秀浩会　理事長）
- 池田浩之（医療法人　秀浩会　理事）

## 免許・資格
- 連邦航空局　事業用免許・計器多発証明

- 型式証明 (Type rating)
  - ボーイング737
  - ガルフストリーム・エアロスペース
  - リアジェット
  - セスナ サイテーション

## 所属団体
- 一般財団法人 池田福祉財団
- 株式会社 ダーマルラボ
- 株式会社 ダーマルビューティー
- 株式会社 ダーマルトラスト
- 株式会社 ダーマルウェルネス
- 株式会社 航空総合研究所

## 外部サイト
- 一般財団法人池田福祉財団HP
- 株式会社ダーマルラボHP